# علقة مصرية
علقة مصرية (الاسم العلمي: Hirudo aegyptiaca) هي نوع من الحيوانات يتبع جنس العلقة من الفصيلة العلقية.